# Guy Ropartz
Joseph Guy Marie Ropartz (ur. 15 czerwca 1864 w Guingamp, zm. 22 listopada 1955 w Lanloup) – francuski kompozytor i dyrygent.

## Życiorys
Kształcił się kolegium jezuickim w Guingamp, następnie studiował prawo w Rennes. Ukończył studia muzyczne w Konserwatorium Paryskim, gdzie jego nauczycielami byli Théodore Dubois i Jules Massenet (kompozycja) oraz César Franck (organy). Od 1894 do 1919 roku był dyrektorem konserwatorium w Nancy. W latach 1919–1929 dyrektor konserwatorium w Strasburgu. W 1929 roku wycofał się z życia zawodowego i osiadł w Bretanii, poświęcając się komponowaniu. Od 1949 roku członek Académie des Beaux-Arts.

## Twórczość
Pozostawał pod wpływem Césara Francka. Jego twórczość cechuje się skłonnością do chromatyzmu. W swoich kompozycjach nawiązywał do rodzinnej Bretanii, odwołując się w tematyce swoich dzieł do jej kultury i tradycji, a także wykorzystując elementy melodii ludowych.
Pisał także wiersze, opublikował kilka tomików własnych poezji.

## Wybrane kompozycje
(na podstawie materiałów źródłowych)

### Utwory orkiestrowe
- 5 symfonii (I „Sur un choral breton” 1864, II 1900, III na chór i orkiestrę 1905, IV 1910, V 1944)
- Petite symphonie na orkiestrę kameralną (1943)
- La cloche des morts (1887)
- A Marie endormie (1887, 2. wersja 1911)
- Les Landes (1888)
- Carnaval (1889)
- Dimanche breton (1893)
- Fantaisie en ré (1899)
- La chasse du Prince Arthur (1912)
- Soir sur les chaumes (1913)
- Divertissement (1915)
- Concert en ré (1930)
- Sérénade champêtre (1932)
- Sérénade (1934)
- Bourrées bourbonnaises (1939)
- Divertimento (1947)
- Pastorale et danses na obój i orkiestrę (1907)
- Romanza et Scherzino na wiolonczelę i orkiestrę (1927)
- Rhapsodie na wiolonczelę i orkiestrę (1928)

### Utwory kameralne
- 6 kwartetów smyczkowych (I 1893, II 1911, III 1924, IV 1933, V 1940, VI 1951)
- 2 sonaty na wiolonczelę i fortepian (I 1904, II 1918)
- 3 sonaty na skrzypce i fortepian (I 1907, II 1917, III 1927)
- Trio fortepianowe (1918)
- Prélude, Marine et Chanson na flet, skrzypce, altówkę, wiolonczelę i harfę (1928)
- Sonatine na flet i fortepian (1930)
- Trio smyczkowe (1934)
- Entrata et scherzetto na obój, klarnet i fagot (1936)

### Utwory fortepianowe
- Marche originale (1884)
- Tarentelle (1884)
- Comme autrefois (1886)
- Ouverture, Variations et Final (1904)
- Choral varié (1904)
- Nocturne (1911)
- Dans l’ombre de la montagne (1913)
- Scherzo (1916)
- Musiques au jardin (1916)
- Croquis d’été (1918)
- Croquis d’automne (1919)
- Jeunes filles (1929)
- A la mémoire de Paul Dukas (1936)

### Utwory na chór a cappella
- Embarque (1926)
- Les Vêpres sonnent (1927)
- Au bois (1927)
- 6 chansons populaires du Bourbonnais (1936)
- Antienne à Sainte Jeanne d’Arc (1937)

### Pieśni na głos i fortepian
- 4 Poèmes de l’intermezzo, słowa Heinrich Heine (1899)
- Veilles de départ, słowa Charles Guérin (1902)
- Cinq sonnets de Ch. Guérin (1903)
- Poème d’Adieu, słowa Charles Guérin (1905)
- Le douloureux mensonge, słowa René d’Astarac (1912)
- Deux poèmes, słowa Charles Le Goffic (1913)
- La Rêve sur le sable, słowa Charles Guérin (1913)
- Odelettes, słowa Henri de Régnier (1914)
- Voeu słowa Henri de Régnier (1926)
- Les heures propices, słowa Louis-Sébastien Mercier (1927)
- Chansons de France, słowa L. Philippe (1935)

### Utwory wokalno-instrumentalne
- Psaume CXXXVI chór i orkiestrę (1897)
- Nocturne chór i orkiestrę (1938)
- Psaume CXXIX chór i orkiestrę (1941)
- Messe en l’honneur de Ste Anne na chór i organy (1921)
- Messe en l’honneur de Ste Odile na chór i organy (1923)
- Requiem na głosy solowe, chór i orkiestrę (1938)
- De Profundis na głos solowy, chór i orkiestrę (1942)
- Cantique à St Yves na głosy solowe, chór i organy (1950)

### Utwory sceniczne
- opera Le Pays, libretto według L’Islandaise Charles’a Le Goffica (wyst. Nancy 1912)
- balet L’Indiscret (1931)
- Prélude dominical et 6 pièces à danser pour chaque jour de la semaine (wyst. Paryż 1931)
- muzyka do sztuki Pêcheur d’Islande, słowa Pierre Loti i Louis Tiercelin (1891)
- muzyka do sztuki Oedipe à Colonne według Sofoklesa (1914)